# Eystein Erlendsson
Pour les articles homonymes, voir Erlendsson.
Eystein Erlendsson (norvégien: Øystein Erlendsson, latin: Augustinus Nidrosiensis) (mort le 26 janvier 1188) fut un archevêque de Nidaros de 1157/1161 à sa mort en 1188.

## Origine
Eystein Erlendsson est originaire du Trøndelag, sa famille est liée avec la haute noblesse locale. Les date et lieu de sa naissance demeurent inconnues ; Øystein semble toutefois être né entre 1120 et 1130 dans la ferme de Råsvoll située au sud du Trondheim dans le Verdal, Nord-Trøndelag.
Son père connu sous le nom de Erlend Jonsson Himalde de Råsvoll était le petit-fils d'Ulf Uspaksson (mort en 1066), un familier du roi Harald III Hardrada et l'époux de Jorunn Tørbergsdatter. Son arrière-grand-père Tørberg Arnesson de Giske (mort vers 1050), avait été le conseiller de plusieurs rois norvégiens et il avait épousé Ragnhild une fille d'Astrid Tryggvedatter, sœur du roi Olaf Ier Tryggvesson et de son époux Erling Skjalgsson
Eystein se rend en France et fait ses études à l'Abbaye Saint-Victor de Paris et comme prêtre après son retour en Norvège il devient le chapelain du roi Inge Ier de Norvège. Après la mort Jon Birgersson le 24 février 1157 il devient avec l’accord du roi le second archevêque de l'Archidiocèse de Nidaros. Eysteinn se rend ensuite à Rome où il est consacré par le Pape Alexandre III en 1161.
De retour en Norvège il tente de renforcer les liens entre Rome et l’Église nationale et poursuit l’application de la réforme Grégorienne en encourageant le célibat des prêtres. Il établit également une communauté de Chanoines réguliers de saint Augustin et consacre saint Thorlak il supervise le début de la reconstruction de la cathédrale de Nidaros.

## Implication dans la guerre civile
La défaite et la mort du roi Inge Ier de Norvège ouvre une seconde période de guerre civile dans le pays. En effet les partisans d’Inge refusent de reconnaître comme roi son neveu et vainqueur Håkon Herdebrei et se rallie à Erling Skakke qui propose la candidature au trône de son fils Magnus. Erling Skakke avait épousé Christina de Norvège, la fille légitime du roi Sigurd Jorsalfar et bien que son fils ne soit pas « fils de roi » il est reconnu comme héritier légitime et Håkon II de Norvège est défait et tué le 7 août 1162.
Eystein apporte son appui au jeune Magnus Erlingson et à son père le régent Erling qui devient son allié naturel contre des concessions importantes à l’Église. En effet cette dernière souhaitait depuis longtemps réformer le royaume sur le modèle de l’Europe Occidentale en abolissant la tradition de la partition du pays et des règnes conjoints qui par le passé avaient été un facteur de guerre civile. De plus Eystein voulait que seuls les enfants légitimes puissent désormais accéder à la royauté et c’est dans le contexte de cette nouvelle loi de succession qu’il couronne Magnus V de Norvège en 1163/1164 lors de la première cérémonie de ce type en Norvège en présence de cinq évêques et du légat pontifical.
De nombreux compétiteurs sont vaincus et tués par le régent et son fils jusqu’à ce que Sverre Sigurdsson proclame à son tour ses droits au trône en 1177.
Après la défaite de Magnus V en 1180 Eystein s’exile en Angleterre et excommunie Sverre de Norvège. Il obtient l’appui du roi Henri II d'Angleterre qui lui donne pour assurer sa subsistance les revenus l’abbaye de Bury St Edmunds où il réside du 9 août 1181 au 16 février 1182. Jocelin de Brakelonde (en) note dans sa chronique que l’archevêque soutient la revendication des moines de choisir eux-mêmes leur abbé.
En 1183 Eystein revient en Norvège et se réconcilie avec le roi Sverre qui avait défait et tué Magnus à la bataille de Fimreite le 15 juin 1184. De retour dans son diocèse il ne s’implique plus dans la vie politique et poursuit l’édification de la nouvelle cathédrale où il dépose les reliques de saint Olafr.

## Succession
Eystein meurt le 26 janvier 1188 et a comme successeur Erik Ivarsson (1188-1205 + 1213). Toutefois il est lui-même rapidement considéré comme un saint et fait l’objet d’un culte local confirmé par un synode à Nidaros en 1229.
Dans une lettre du 20 avril 1241 le pape Grégoire IX ordonne aux abbés de Tautra et Nidarholm une enquête sur les miracles qui lui sont attribués. De nouvelles enquêtes sont diligentées en 1246 et 1251 et confiées à l'évêque Arne de Stavanger et au prieur des Dominicains de Nidaros si bien qu'en 1248 lorsque le moine et chroniqueur anglais Mathieu Paris visite la Norvège il évoque déjà les miracles posthumes d’Eystein comme preuves de sa sainteté. Toutefois malgré les cinq commissions mises en place au cours du siècle le dossier de canonisation n'atteignit jamais son terme...
Eysteinn est par ailleurs réputé être l’auteur de la « Passio Olavi » il s’agit d’une œuvre hagiographique rédigée en latin qui met particulièrement l’accent sur l’aspect missionnaire de l’histoire de saint Olaf II de Norvège.

## Sources
- (en) Cet article est partiellement ou en totalité issu de l’article de Wikipédia en anglais intitulé « Eysteinn Erlendsson » (voir la liste des auteurs), édition du 1er décembre 2010.
- (en) Carl Phelpstead A History of Norway & The Passion and Miracles of the Blessed Olafr traduction et édition  par Devra Kunin. University College London 2001.
- (en) Heimskringla de Snorri SturlusonSagas of the Norse Kings, Everyman's Library: Livre XVII  « Magnus Erlingson », pour les années de 1162 à 1177, p. 392-422.
- (en) Sverissaga La Saga du roi Sverre de Norvège Traduction anglaise de J. Stephton Londres (1899).